# فرانز بواس
فرانز أوري بواس (بالإنجليزية: Franz Boas)‏ (1858-1942) عالم أنثروبولوجيا ألماني المولد أمريكي الجنسية ورائد في علم الأنثروبولوجيا الحديث، أُطلق عليه لقب «أبو الأنثروبولوجيا الأمريكية»، وارتبط عمله بحركة التاريخانية الأنثروبولوجية.
أثناء دراسته في ألمانيا، مُنح بواس شهادة دكتوراه في الفيزياء عام 1881 بالتزامن مع دراسته للجغرافيا كذلك. ثم شارك في بعثة جغرافية إلى شمال كندا، حيث فتنته ثقافة شعب الإنويت في جزيرة بافن ولغتهم. وتابع بعد ذلك فأجرى أعمالاً ميدانية حول الثقافات واللغات المحلية في منطقة شمال غرب المحيط الهادي. هاجر في عام 1887 إلى الولايات المتحدة، حيث عمل في البدء مشرفاً على متحف في مؤسسة سميثسونيان، وأصبح عام 1899 بروفيسور أنثروبولوجيا في جامعة كولومبيا، وبقي يعمل هناك لبقية مسيرته المهنية. ومن خلال طلابه، الذين أسس الكثير منهم أقسام أنثروبولوجيا وبرامج بحث فيما بعد مستلهمين من معلمهم، كان لبواس تأثير عميق على تطور الأنثروبولوجيا الأمريكية. وكان من بين طلابه أسماء لامعة عديدة منها: أ. ل. كروبر، وروث بندكت، وإدوارد سابير، ومارغريت ميد، وزورا نيل هيرستون، وجيلبرتو فريري، وكثيرون غيرهم.
كان بواس واحداً من أبرز المناهضين لإيديولوجيات العنصرية العلمية التي كانت تحظى بشعبية آنذاك، وهي تقول إن العرق مفهوم بيولوجي وإن السلوك البشري يمكن فهمه على النحو الأفضل من خلال نمذجة الخصائص البيولوجية. وقد أظهر من خلال سلسلة دراسات رائدة أجراها على بنية الهيكل العظمي التشريحية أن شكل الجمجمة وحجمها مطاوعان بشدة للعوامل البيئية مثل الصحة والتغذية، على النقيض من ادعاءات علماء الأنثروبولوجيا العرقية آنذاك الذين كانوا يعتبرون شكل الرأس سمة عرقية ثابتة. وعمل بواس كذلك في سبيل برهنة أن الفروق في السلوك البشري لا تُحدَّد في المقام الأول من خلال الترتيبات البيولوجية الفطرية بل هي في معظمها نتيجة للاختلافات الثقافية المكتسبة عن طريق التعلم الاجتماعي. وبهذه الطريقة، قدّم بواس الثقافة بصفتها المفهوم الأولي لوصف الفروق السلوكية بين الجماعات البشرية، والمفهوم التحليلي المركزي للأنثروبولوجيا.
كان من بين إسهامات بواس الأساسية للفكر الأنثروبولوجي رفضه للمقاربات التطورية -ذات الشعبية آنذاك- لدراسة الحضارة، والتي كانت ترى أن كل المجتمعات ترتقي من خلال مجموعة ذات تسلسل هرمي من المراحل التقنية والحضارية، تتربع الحضارة الأوروبية الغربية على قمتها. فقد جادل بواس بأن الحضارة تتطور تاريخياً من خلال التفاعلات بين الجماعات البشرية وانتشار الأفكار، وأنه بناء على ذلك ليست هناك عملية سير نحو نماذج حضارية «أرقى» باستمرار. وقد أدت هذه الرؤية ببواس إلى رفض التنظيم القائم على «مراحل» للمتاحف الأثنولوجية (علم الأعراق)، وفضّل بدلاً من ذلك ترتيب المعروضات بناء على نسبها أو قرابتها من المجموعات الثقافية المعنية.
وكذلك قدّم بواس إيديولوجية النسبية الثقافية، التي تنص على عدم إمكانية تصنيف الثقافات موضوعياً بوصفها أعلى أو أدنى، أو أفضل أو أصحّ، لأن كل البشر يرون العالم من عيون ثقافتهم الخاصة، ويحكمون عليه وفقاً للمعايير التي اكتسبوها من ثقافتهم. بالنسبة إلى بواس، كان هدف الأنثروبولوجيا هو فهم الطريقة التي تكيّف فيها الثقافة البشرَ على فهم العالم والتفاعل معه بطرائق مختلفة، ومن الضروري من أجل التوصل إلى ذلك اكتساب فهمٍ للعادات اللغوية والثقافية الخاصة بالجماعة البشرية قيد الدراسة. ومن خلال الجمع بين فروع الأركيولوجيا (علم الآثار)، ودراسة الثقافة المادية والتاريخ، والأنثروبولوجيا الفيزيائية، ودراسة التنوع والاختلاف في تشريح الجسم البشري، مع الأثنولوجيا، ودراسة الاختلاف الثقافي في العادات، واللسانيات الوصفية، ودراسة اللغات المحلية غير المكتوبة، تمكن بواس من وضع التقسيم رباعي الفروع للأنثروبولوجيا، الذي برز في الأنثروبولوجيا الأمريكية في القرن العشرين.

## النشأة وتعليمه
وُلد فرانز بواس في 9 يوليو 1858، في مندن، وستفاليا، وهو ابن صوفي ماير وماير بواس. ورغم كون أجداده يهوداً متزمتين، فقد اعتنق والداه قيم التنوير، وتماهيا في المجتمع الألماني الحديث. كان والدا بواس متعلمين، وميسورَي الحال، وليبراليين؛ لم تكن الدوغماتية تستهويهم بأي شكل. وبناء على ذلك، فقد حظي بواس باستقلالية في التفكير والسعي خلف مصالحه بنفسه. وأظهر في سن مبكرة ولعاً بالطبيعة والعلوم الطبيعية، وكان يعارض معاداة السامية بشكل صريح ورفض التحول إلى المسيحية، بيد أنه لم يكن يعرّف نفسه بصفته يهودياً. ولقد كان هذا موضع نقاش على كل حال من قبل روث بونزل، إحدى من استلهموا من بواس، والتي كانت تقول عنه: «كان بروتستانتي الجوهر، فقد قدّر الاستقلالية أكثر من أي شيء آخر». ووفقاً لكاتب سيرته، «لقد كان ألمانياً (إثنياً)، يصون الثقافة والقيم الألمانية ويروج لها في أمريكا». وقد كتب بواس في مسودة سيرة ذاتية يقول: «لقد كانت خلفية المراحل المبكرة لمنهجية تفكيري منزلاً ألمانياً شكلت فيه قيم ثورة 1848 ومُثلها قوة حياة. إذ كان أبي ليبرالياً دون نشاط في الشأن العام، وأمي مثالية مهتمة بشدة بالمسائل العامة، ولقد أسسا عام 1854 روضة الأطفال في مسقط رأسي، وكرسا حياتيهما للعلم. تحرر والداي من قيود الدوغماتية، إذ ظل أبي يحتفظ بتعلق عاطفي برمزية منزله الأبوي، دون السماح لذلك بالتأثير في حريته الفكرية».
ومنذ سن روضة الأطفال، بدأ بواس تلقي التعليم في مجال التاريخ الطبيعي، وكان يستمتع بهذه المادة. وفي مدرسة الجمنازيوم الثانوية، كان فخوراً جداً بالبحث الذي أجراه حول التوزع الجغرافي للنباتات.
حين بدأ دراسته الجامعية، ارتاد بواس أول الأمر جامعة هايدلبرغ لمدة فصل دراسي واحد تلته أربعة فصول في جامعة بون، إذ درس الفيزياء والجغرافيا والرياضيات في هاتين الجامعتين. وفي عام 1879، كان يأمل بالانتقال إلى جامعة برلين ليدرس الفيزياء على يد هرمان فون هلمهولتز، لكنّ المطاف انتهى به بدلاً من ذلك إلى جامعة كيل نتيجة لأسباب عائلية. وفي كيل، درس بواس على يد تيوبالد فيشر وحاز على درجة الدكتوراه في الفيزياء عام 1881 على أطروحة عنونها «مساهمات في فهم لون الماء»، عاين فيها امتصاص الضوء وانعكاسه واستقطابه في ماء البحر. ورغم أن درجة الدكتوراه التي حصل بواس عليها كانت في الفيزياء عملياً، فقد كان مرشده فيشر -وهو من طلاب كارل ريتر- جغرافياً في المقام الأول، وهذا ما يدفع بعض كتّاب السيرة إلى تصنيف بواس بوصفه جغرافياً أكثر مما هو فيزيائي في هذه المرحلة. ويمكن لهذا الجمع بين الفيزياء والجغرافيا أن يكون قد تم من خلال تخصص في الفيزياء وتخصص فرعي في الجغرافيا. أما عن بواس، فقد كان يعرّف عن نفسه على أنه جغرافي في هذا الوقت، ما جعل شقيقته توني تكتب في عام 1883: «بعد سنين طويلة من الخيانة، عادت الجغرافيا لتستحوذ على أخي، وهي حب صباه الأول».
في بحث أطروحة الدكتوراه خاصته، تضمنت منهجية بواس الاستقصاء في ما تشكله فروق كثافة الضوء من ألوان مختلفة عند التفاعل مع أنواع مختلفة من الماء، غير أنه واجه صعوبة في ملاحظة الفروق الطفيفة في لون الماء بشكل موضوعي، ونتيجة لذلك استحوذت عليه مشكلة الإدراك الحسي هذه وتأثيرها على المقاييس الكمية. لقد واجه بواس -بسبب عمَه الموسيقى- صعوبات في دراسة اللغات النغمية مثل لغة لاغونا، وكان مهتماً أصلاً بفلسفة «كانت» منذ التحاقه بمقرّر علمي في فلسفة الجمال مع كونو فيشر في هايدلبرغ، فجعلته هذه العوامل يفكر في متابعة أبحاث في الفيزياء النفسية، التي تستكشف العلاقة بين الجانب النفسي والجانب البدني بعد إتمامه للدكتوراه، لكنه لم يتلق تدريباً في علم النفس. ونشر بواس ست مقالات في الفيزياء النفسية خلال السنة التي قضاها في الخدمة العسكرية (1882-1883)، لكنه قرر أخيراً أن يركز على الجغرافيا، وذلك في المقام الأول كي يتسنى له أن يتلقى الرعاية لبعثة جزيرة بافن الاستكشافية التي خطط لها.

## روابط خارجية
- فرانز بواس على موقع الموسوعة البريطانية (الإنجليزية)
- فرانز بواس على موقع إن إن دي بي (الإنجليزية)